# Lenka Bobková
Lenka Bobková (* 8. ledna 1947, Červený Kostelec) je česká historička působící na Ústavu českých dějin Filozofické fakulty Univerzity Karlovy. Specializuje se především na dějiny vedlejších zemí Koruny české ve 14.–16. století. Zabývá se také regionálními dějinami severních Čech a vládou Jana Lucemburského a Karla IV.

## Život
Po studiu na střední škole v Liberci absolvovala studium na Filozofické fakultě Univerzity Karlovy (obor historie – český jazyk a literatura). Diplomovou práci na téma České državy v Horní Falci za vlády Karla IV. vypracovala pod vedením Františka Kavky a obhájila ji v roce 1970. Po studiu pracovala jako středoškolská učitelka a od roku 1973 byla zaměstnána jako odborná pracovnice v oblastní galerii v Liberci. V roce 1974 získala titul PhDr. a od roku 1979 pracovala jako odborná asistentka na Pedagogické fakultě v Ústí nad Labem. V roce 1991 dokončila aspiranturu obhajobou práce Územní politika prvých Lucemburků na českém trůně a získala titul CSc. V roce 1991 byla také zvolena proděkankou Pedagogické fakulty Univerzity Jana Evangelisty Purkyně (do roku 1993). V roce 1992 se habilitovala v oboru československé dějiny. Od roku 1993 pracuje v Ústavu českých dějin Filozofické fakulty Univerzity Karlovy. Zároveň v letech 1999–2003 působila také jako vědecká pracovnice Historického ústavu Akademie věd ČR. V roce 2005 byla jmenována profesorkou českých a československých dějin. V letech 2000–2006 působila jako zástupkyně ředitele Ústavu českých dějin FF UK, v letech 2010–2016 pak jako vedoucí Semináře středověkých dějin téhož ústavu. V roce 2009 obdržela čestný doktorát Univerzity Jana Evangelisty Purkyně v Ústí nad Labem. V letech 2009–2016 zastávala také pozici předsedkyně redakční rady časopisu Historie – Otázky – Problémy, který vydává Filozofická fakulta Univerzity Karlovy.

## Publikace
- Územní politika prvních Lucemburků na českém trůně. Ústí nad Labem : Univerzita J.E. Purkyně, 1993. 318 s. ISBN 80-7044-067-8.
- Exulanti z Prahy a severozápadních Čech v Pirně v letech 1621–1639. Praha : Scriptorium, 1999. 228 s. ISBN 80-86197-05-0.
- Středověké Ústí nad Labem ve světle královských listin. Ústí nad Labem : MIM, 1999. 37 s. ISBN 80-238-3880-6. (spoluautorka Kateřina Bobková)
- Velké dějiny zemí Koruny české IV.a 1310–1402. 692 s. ISBN 80-7185-501-4. Praha; Litomyšl : Paseka, 2003.
- Velké dějiny zemí Koruny české IV.b 1310–1402. 581 s. ISBN 80-7185-551-0. Praha; Litomyšl : Paseka, 2003. (spoluautorka Milena Bartlová)
- Arnošt z Pardubic (1297-1364) : osobnost - okruh - dědictví = postać - środowisko - dziedzictwo. Praha : Univerzita Karlova ; Pardubice : Univerzita Pardubice ; Wrocław : Uniwersytet Wrocławski, 2005. 279 s. ISBN 80-7308-107-5. ISBN 80-7194-822-5. (spoluautoři Ryszard Gładkiewicz, Petr Vorel)
- 7. 4. 1348 – ustavení Koruny království českého : český stát Karla IV. Praha : Havran, 2006. 163 s. ISBN 80-86515-61-3.
- Horní a Dolní Lužice. Praha : Libri, 2008. 232 s. ISBN 978-80-7277-382-4. (spoluautoři Luděk Březina, Jan Zdichynec, Zuzana Bláhová)
- Hejtmanská správa ve vedlejších zemích Koruny české. Ústav historických věd FPF Slezské univerzity v Opavě ve spolupráci s Ústavem českých dějin FF UK v Praze, Opava 2009, ISBN 978-80-7248-563-5. (spoluautoři Martin Čapský, Irena Korbelářová)
- Česká koruna na rozcestí. K dějinám Horní a Dolní Lužice a Dolního Slezska na přelomu středověku a raného novověku (1437–1526), Casablanca, Praha 2010, ISBN 978-80-87292-10-5. (s kolektivem)
- Lucemburkové. Česká koruna uprostřed Evropy. Nakladatelství Lidové noviny, Praha 2012, ISBN 978-80-7422-093-7 (spoluautorka, spolueditorka publikace)
- Jan Lucemburský : otec slavného syna. Praha : Vyšehrad, 2018. 581 s. ISBN 978-80-7429-342-9.

## Studie (výběr)
- Nordbayern in den territorialen Plänen Karls IV., In: Verhandlungen des historischen Vereins für Oberpfalz und Regensburg 131, 1991, s. 281–286
- Listiny Jana Lucemburského a Karla IV. v kapitulním archivu v Budyšíně, In: Facta probant homines. Sborník příspěvků k životnímu jubileu prof. Dr. Zdeňky Hledíkové, Scriptorium, Praha 1998, s. 71–83, ISBN 80-86197-00-X
- Rezidenční představy rytířů ze Salhausenu v severozápadních Čechách, In: Aristokratické rezidence a dvory v raném novověku, Opera historica 7, České Budějovice 1999, s. 251–273, ISBN 80-7040-331-4
- Česko-míšeňská hranice na přelomu 14. a 15. stol. aneb Donínská válka, In: Historik zapomenutých dějin. Sborník příspěvků věnovaných prof. dr. Eduardu Maurovi, Libri, Praha 2003, s. 258–270, ISBN 80-7277-223-6
- František Kavka, historik a učitel, In: Lesk královského majestátu ve středověku. Pocta Prof. PhDr. Františku Kavkovi, CSc. k nedožitým 85. narozeninám, Paseka, Praha 2005, s. 9–12, ISBN 80-7185-773-4 (zároveň editorka sborníku)
- Markrabství braniborské v rukou Lucemburků, In: Korunní země v dějinách českého státu. Sborník příspěvků přednesených na kolokviu pořádaném ve dnech 12. a 13. května 2004 v Clam-Gallasově paláci v Praze, Albis international pro Ústav českých dějin FF UK Praha, Ústí nad Labem 2005, s. 159–190, ISBN 80-86971-07-4 (zároveň editorka publikace)
- Arnošt z Pardubic, přední diplomat Karla IV., In: Arnošt z Pardubic (1297–1364). Osobnost – okruh – dědictví, sborník z konference, Pardubice a Kladsko 22.–24. 9. 2004, Uniwersytet Wrocławski – Univerzita Karlova – Univerzita Pardubice 2005, s. 43–58, ISBN 80-7194-822-5
- Zhořelecký dvůr a rezidence vévody Jana, In: Dvory a rezidence ve středověku II. Skladba a kultura dvorské společnosti, Mediaevalia Historica Bohemica 2008, s. 197–214, ISBN 978-80-7286-134-7
- Norimberk, město Karla IV., In: Ztracená blízkost. Praha – Norimberk v proměnách staletí, Scriptorium, Documenta Pragensia 29, Praha 2010, s. 15–23, ISBN 978-80-86852-35-5